# Хирано, Фуми
Фуми Хирано (яп. 平野文 Хирано Фуми, 23 апреля, 1955, префектура Токио) — японская сэйю.

## Позиции в Гран-при журнала Animage
- 1982 год — 6-е место в Гран-при журнала Animage в номинации на лучшую женскую роль[1];
- 1983 год — 3-е место в Гран-при журнала Animage в номинации на лучшую женскую роль[2];
- 1984 год — 4-е место в Гран-при журнала Animage в номинации на лучшую женскую роль[3];
- 1985 год — 4-е место в Гран-при журнала Animage в номинации на лучшую женскую роль[4];
- 1986 год — 4-е место в Гран-при журнала Animage в номинации на лучшую женскую роль[5];
- 1987 год — 8-е место в Гран-при журнала Animage в номинации на лучшую женскую роль[6];
- 1988 год — 11-е место в Гран-при журнала Animage в номинации на лучшую женскую роль[7];
- 1989 год — 8-е место в Гран-при журнала Animage в номинации на лучшую женскую роль[8];
- 1990 год — 19-е место в Гран-при журнала Animage в номинации на лучшую женскую роль[9]

## Роли в аниме
- 1981 год — Несносные пришельцы (ТВ) (Лам);
- 1983 год — Aku Dai-Sakusen Srungle (Секси Долли);
- 1983 год — Несносные пришельцы: Только ты (фильм #1) (Лам);
- 1983 год — Стоп!! Хибари-кун! (Цугуми Одзора);
- 1984 год — Несносные пришельцы: Прекрасная мечтательница (фильм #2) (Лам);
- 1984 год — Chikkun Takkun (Фуцуко Минамида (мать));
- 1984 год — Галиент (ТВ) (Хильмука);
- 1985 год — Несносные пришельцы: Помни мою любовь (фильм #3) (Лам);
- 1985 год — Pro Golfer Saru (Бэнихати);
- 1985 год — Люпен III: Легенда о золоте Вавилона (фильм третий) (Карамель);
- 1985 год — Несносные пришельцы OVA (Лам);
- 1985 год — Aoki Ryuusei SPT Layzner TV (Симон Рефлан);
- 1986 год — Несносные пришельцы: Лам навсегда (фильм #4) (Лам);
- 1986 год — Soukihei MD Geist (Пая);
- 1986 год — Tobira o Akete (Ла Мидин Димида);
- 1986 год — Гости с далеких планет (Принцесса Кам);
- 1987 год — Три мушкетера (пайлот) (Миледи);
- 1987 год — Три мушкетера (ТВ) (Миледи);
- 1988 год — Несносные пришельцы: Последняя глава (фильм #5) (Лам);
- 1988 год — Shin Pro Golfer Saru (Бэнихати);
- 1988 год — Tokyo Vice (Кэйко Ямадзаки);
- 1988 год — Легенда о героях Галактики OVA-1 (Доминик Сен-Пьер);
- 1989 год — Три мушкетера - Фильм (Миледи);
- 1989 год — Ариэль OVA-1 (Симон);
- 1989 год — Seishun Fuufu Monogatari Koiko no Mainichi (Койко);
- 1991 год — Ариэль OVA-2 (Симон);
- 1991 год — Таинственный сад (Камилла);
- 1991 год — Несносные пришельцы: Навсегда моя любимая (фильм #6) (Лам);
- 1992 год — D-1 Devastator (Гелди);
- 1994 год — Последняя фантазия: Легенда кристаллов (Руж);
- 1994 год — Onikirimaru (Хання);
- 1996 год — Tattoon Master (Мать Хибио);
- 1998 год — Silent Moebius (Терез Варги);
- 2006 год — Детектив Конан (фильм 10) (Рэйко Симидзу);
- 2008 год — Несносные пришельцы (фильм #7) (Лам);
- 2013 год — Сад слов (Мать Такао).